# Zarifa Aliyeva
Zarifa Aziz gizi Aliyeva (en azerí: Zərifə Əziz qızı Əliyeva; 28 de abril de 1923 – 15 de abril de 1985) fue una doctora en medicina, oftalmóloga, y profesora soviética, académica de la Academia Nacional de Ciencias de Azerbaiyán.
Zarifa Aliyeva fue la autora de catorce monografías y cientos de trabajos de investigación, doce propuestas de racionalización. Y, Zarifa era la esposa del tercer presidente de Azerbaiyán Heydar Alíyev; y, madre del cuarto presidente de Azerbaiyán Ilham Alíyev.
La parte principal de la actividad de Zarifa, estuvo relacionada con el "Instituto Estatal de Estudios Médicos Avanzados de Azerbaiyán".

## Biografía
Era originaria del pueblo de Shakhtahkty, Sharur, en 1923. Su padre era Aziz Alíyev, Comisario del Pueblo de los Servicios de Salud Pública de la RSS de Azerbaiyán y luego el primer secretario del Comité del óblast del Partido Comunista en la RASS de Daguestán.
En 1947, se graduó en el "Instituto Médico Estatal de Azerbaiyán N. Narimanov". 
En 1948, se casó con Heydar Aliyev. El 12 de octubre de 1955 nació su hija Sevil, y el 24 de diciembre de 1961, su hijo Ilham.
En 1969, asumió como profesora adjunta en el "Instituto de Mejora Médica del Instituto de Azerbaiyán". Y, fue jefa del Laboratorio de Patología profesional de los órganos del ojo; Jefa del Departamento de Oftalmología (1982-1985) en el Instituto de Investigación Científica de Oftalmología de Azerbaiyán.
Ideó e introdujo nuevos métodos para el tratamiento de enfermedades oculares. Aliyeva implementó estudios de perfil múltiple sobre problemas importantes de oftalmología. Como médica desinteresada, tuvo muchos problemas para tratar varias enfermedades oculares, poner fin al tracoma en Azerbaiyán, llevando a cabo valiosas investigaciones para estudiar las diferentes fases de enfermedades oftalmológicas; y, encontrar su tratamiento.
Tiene servicios excepcionales en el desarrollo de la oftalmología en Azerbaiyán. Fue una de las científicas más conocidas del mundo en el campo del estudio, prevención y tratamiento de enfermedades oculares relacionadas con la actividad laboral, especialmente en química y electrónica, así como en muchos estudios contemporáneos sobre oftalmología, incluida: "Oftalmología terapéutica", "Iridodiagnóstico". Una de las autoras de trabajos científicos raros, doce monografías, libros de texto, cerca de 150 trabajos científicos, una invención y doce propuestas de racionalización. Y, Aliyeva realizó grandes esfuerzos para formar profesionales de la salud altamente calificados.
En 1982, con su familia vivió en Moscú. Y, en 1985, falleció de cáncer y fue enterrada en Moscú. Más tarde, en 1994, sus restos fueron repatriados, al Callejón de Honor, Bakú; donde se erigió su estatua de bronce.

## Honores

### Memoración

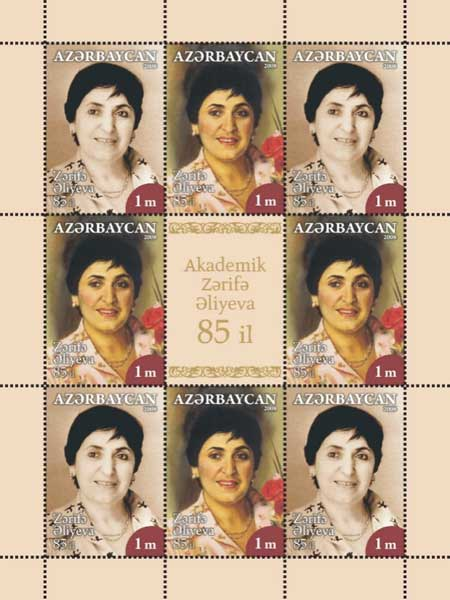
Sellos postales de Azerbaiyán, 2008

Los sellos postales dedicados a Zarifa Aliyeva fueron lanzados en 2003, 2008 y 2013.

### Galardones
Premio superior en el ámbito de la oftalmología - Premium nombrado después de M.I.Averbakh - profesor de estudios médicos.

### Eponimia
- El Instituto de Enfermedades de los Ojos en Bakú, policlínico de la ciudad de Nakhchivan, lleva su nombre.
- Parque recreativo con su epónimo del distrito Binagadi de Bakú.

## Obra

### Libros
- Características anatomofisiológicas del sistema hidrodinámico del ojo.

- Cambios provocados por la edad en los conductos del nervio óptico y del ojo (investigaciones morfohistoquímicas) (en coautoría). Bakú, 1980.

- Patología profesional de la vista (en coautoría), 1988.

- Métodos quirúrgicos modernos en el tratamiento de la epífora.

- Fisiología lagrimal.

- Ahorro de cirugía en el tratamiento de los pasajes lagrimales.[4]